# Stânga americană
Stânga americană este formată din indivizi și grupuri care caută schimbări egalitare în instituțiile economice, politice și culturale ale Statelor Unite. 
Sunt active diferite subgrupuri cu țeluri la nivel național. Liberalii consideră că egalitatea poate fi încadrată în structurile capitaliste existente. Anarhiștii, comuniștii și socialiștii cu aspirații internaționaliste sunt, de asemenea, prezenți în cadrul acestei macromișcări. 
Deși ideologiile de stânga au ajuns în Statele Unite încă în secolul al XIX-lea, în SUA nu există partide politice de stânga majore. În schimb, multe elemente ale Stângii Americane sunt afiliate Partidului Democrat.     

## Istorie

### Originile și secolul 19
Multe triburi indigene din America de Nord au practicat ceea ce marxiștii ar fi numit mai târziu comunism primitiv, ceea ce înseamnă că au practicat cooperarea economică între membrii triburilor lor. 
Primii socialiști europeni care au ajuns în America de Nord au aparținut unei secte creștine cunoscute sub numele de Labadisti, care a fondat comuna Bohemia Manor în 1683, la aproximativ 60 de mile vest de Philadelphia, Pennsylvania. Modul lor de viață în comun s-a bazat pe practicile apostolilor și creștinilor timpurii. 
Primii socialiști americani seculari au fost imigranți marxiști germani, care, în urma revoluțiilor din 1848, au ajuns cunoscuți și sub numele de Forty-Eighters. Joseph Weydemeyer, un coleg german al lui Karl Marx care a căutat refugiu la New York în 1851, în urma revoluțiilor din 1848, a înființat prima revistă marxistă în SUA, numită Die Revolution. În 1852 a înființat Proletarierbund, care va deveni American Workers' League, prima organizație marxistă din SUA, dar și ea a fost de scurtă durată, nereușind să atragă niciun membru nativ de limbă engleză. 
În 1866, William H. Sylvis a format Uniunea Națională a Muncii (NLU). Frederich Albert Sorge, un german care și-a găsit refugiu la New York în urma revoluțiilor din 1848, a luat localul nr. 5 al NLU în Prima Internațională ca Secțiunea Unu din SUA. Până în 1872, erau 22 de secții, care au putut să organizeze o convenție la New York. Consiliul General al Internaționalei s-a mutat la New York cu Sorge în funcția de secretar general, dar, în urma conflictului intern, s-a dizolvat în 1876. 
A urmat un val mai mare de imigranți germani în anii 1870 și 1880, care au inclus adepți social-democrați ai lui Ferdinand Lassalle. Lasalle credea că ajutorul de stat prin acțiune politică a fost calea către revoluție și s-a opus sindicalismului pe care l-a văzut ca inutil, considerând că, potrivit <i>Legii de fier a salariilor</i>, angajatorii vor plăti doar salarii de subzistență. Lasallienii au format Partidul Social Democrat din America de Nord în 1874, și atât marxiștii cât și lasallienii au format Partidul Muncitorilor din Statele Unite în 1876. Când lasallienii au obținut controlul în 1877, au schimbat numele în Partidul Socialist al Muncii din America de Nord (SLP). Cu toate acestea, mulți socialiști au abandonat cu totul acțiunea politică și au trecut la sindicalism. Doi foști socialiști, Adolph Strasser și Samuel Gompers, au format Federația Americană a Muncii (AFL) în 1886. 
Anarhiștii s-au despărțit de Partidul Laburist Socialist pentru a forma Partidul Socialist Revoluționar în 1881. Până în 1885 aveau 7.000 de membri, dublu față de membrii SLP. Erau inspirați de Congresul Internațional Anarhist din 1881 de la Londra. În Statele Unite au fost două federații care au promis aderarea la Internațională. O convenție a anarhiștilor imigranți din Chicago a format Asociația Internațională a Muncitorilor  (Internaționala Neagră), în timp ce un grup de americani autohtoni din San Francisco au format Asociația Internațională a Lucrătorilor ( Internaționala Roșie). În urma unei manifestații violente la Haymarket din Chicago în 1886, opinia publică s-a îndreptat împotriva anarhiștilor. În timp ce foarte puține violențe puteau fi atribuite anarhiștilor, tentativa de ucidere a unui finanțator de către un anarhist în 1892 și asasinarea în 1901 a președintelui american, William McKinley, de către un anarhist declarat a dus la încetarea acordării de azil politic pentru anarhiști în 1903. În 1919, în urma Raidurilor Palmer, anarhiștii au fost închiși și mulți, printre care Emma Goldman și Alexander Berkman, au fost deportați. Cu toate acestea, anarhismul a ajuns din nou în atenția publică cu ocazia procesului anarhiștilor Sacco și Vanzetti, care aveau să fie executați în 1927. 
Daniel De Leon, care a devenit liderul SLP în 1890, a luat-o într-o direcție marxistă. Eugeniu V. Debs, care fusese organizator pentru Uniunea Feroviară Americană, a format în 1898 Partidului Social Democrat rival. Membrii SLP, conduși de Morris Hillquit și care s-au opus guvernării personale dominatoare a lui De Leon și a politicii sale sindicale anti-AFL, s-au unit cu social-democrații pentru a forma Partidul Socialist din America (SPA). 
În 1905, o convenție a socialiștilor, anarhiștilor și sindicaliștilor dezamăgiți de birocrația și sindicalismul artizanal al AFL, a fondat formațiunea rivală Muncitorii Industriali ai Lumii (IWW), condusă de figuri precum William D. „Big Bill” Haywood, Helen Keller, De Leon și Debs. 
Organizatorii IWW nu au fost de acord cu ideea că politica electorală poate duce la eliberarea clasei muncitoare. Debs a părăsit IWW în 1906, iar De Leon a fost expulzat în 1908, formând un rival "Chicago IWW", care a fost strâns legat de SLP. Ideologia IWW (Minneapolis) a evoluat într-un anarhosindicalism sau „sindicalism industrial revoluționar” și a evitat cu totul activitatea politică electorală. S-a organizat cu succes integrarea muncitorilor imigranți necalificați în comerțul cu cherestea, în agricultură și în construcții, din statele occidentale și a lucrătorilor textili imigranți din statele estice și au acceptat ocazional violența ca parte a acțiunilor industriale. 
SPA-ul a fost împărțit între reformatori care credeau că socialismul poate fi realizat prin reformarea treptată a capitalismului și revoluționarii care credeau că socialismul nu se poate dezvolta decât după răsturnarea capitalismului, dar partidul a mers pe o cale de centru între cele două orientări. SPA a atins apogeul succesului său până în 1912, când candidatul său la președinție a primit 5,9% din voturile populare. Primul congresist socialist, Victor L. Berger, fusese ales în 1910. Până la începutul anului 1912, erau 1.039 de funcționari socialiști, dintre care 56 de primari, 305 președinți și consilieri, 22 de oficiali de poliție și unii legiuitori ai statului. Milwaukee, Berkeley, Butte, Schenectady și Flint au fost conduse de socialiști. SPA-ul avea 5 ziare în limba engleză și 8 în limbi străine, 262 săptămânale în engleză și 36 în limbi străine și 10 lunare în engleză și 2 în limbi străine. 
Intrarea SUA în Primul Război Mondial în 1917 a dus la o isterie patriotică îndreptată împotriva germanilor, imigranților, afro-americanilor, a muncitorilor socialiști și a socialiștilor, urmarea fiind Legea spionajului și  <i>Actul sediției</i> care au urmat. Guvernul a hărțuit ziarele socialiste, oficiul poștal a negat utilizarea SP pentru mesaje, iar militanții antirăzboi au fost arestați. În curând, Debs și mai mult de șaizeci de lideri IWW au fost puși sub acuzare. 

### 1910 - 1940: desprinderea comuniștilor de socialiști, New Deal și Cicatricile Roșii
În 1919, John Reed, Benjamin Gitlow și alți socialiști au format Partidul Muncitoresc Comunist din America, în timp ce secțiunile străine socialiste conduse de Charles Ruthenberg au format Partidul Comunist. Aceste două grupuri au fuzionat ca Partidul Comunist al Statelor Unite ale Americii (CPUSA). Comuniștii au organizat Liga Uniunii Sindicatelor pentru a concura cu AFL și au pretins că reprezintă 50.000 de lucrători. 
În 1928, în urma disensiunilor din interiorul Uniunii Sovietice, Jay Lovestone, care l-a înlocuit pe Ruthenberg ca secretar general al CPUSA după moartea sa, s-a aliat cu William Z. Foster pentru a-i alunga pe foștii aliați ai lui Foster, James P. Cannon și Max Shachtman, care erau adepți. a lui Leon Troțki. După o altă dispută facțională sovietică, Lovestone și Gitlow au fost expulzați, iar Earl Browder a devenit liderul partidului. 
Apoi, Cannon, Shachtman și Martin Abern au înființat Liga comunistă troțkistă din America și au recrutat membri din CPUSA. Liga a fuzionat apoi cu Partidul Muncitorilor Americani al lui AJ Muste în 1934, formând Partidul Muncitorilor. Printre noii membri erau incluși James Burnham și Sidney Hook. 
Până în anii ’30, Partidul Socialist era profund împărțit între Garda Veche, condusă de Hillquit, și militanții mai tineri, care simpatizau mai mult Uniunea Sovietică, condusă de Norman Thomas. Vechea Gardă a părăsit partidul pentru a forma Federația Social Democrată. În urma discuțiilor dintre Partidul Muncitorilor și socialiști, membrii Partidului Muncitoresc s-au alăturat socialiștilor în 1936. Odată ajunși în interior, au funcționat ca o facțiune separată. Troțkiștii au fost expulzați din Partidul Socialist în anul următor și au înființat Partidul Muncitorilor Socialiști (SWP), iar aripa de tineret a socialiștilor, Liga Socialistă a Tinerilor Socialiști (YPSL) li s-a alăturat. Shachtman și alții au fost expulzați din SWP în 1940 din cauza poziției lor față de Uniunea Sovietică și au înființat Partidul Muncitorilor. În câteva luni, mulți membri ai noului partid, inclusiv Burnham, plecaseră. Partidul Muncitorilor a fost redenumit Liga Socialistă Independentă (ISL) în 1949 și a încetat să mai fie un partid politic. 
Unii membri ai Vechii Gărzi a Partidului Socialist au format Partidul Muncii American (ALP) în statul New York, cu sprijinul Congresului Organizațiilor Industriale (CIO). Aripa dreaptă a acestui partid s-a desprins în 1944 pentru a forma Partidul Liberal din New York. La alegerile din 1936, 1940 și 1944, ALP a primit 274.000, 417.000 și 496.000 voturi în statul New York, în timp ce liberalii au primit 329.000 voturi în 1944. 

### Anii ’50 -’60: drepturile cetățenești, Războiul împotriva sărăciei și Noua Stângă
În 1958, Partidul Socialist a salutat foștii membri ai Ligii Socialiste Independente, care înainte de dizolvarea sa din 1956 fusese condusă de Max Shachtman. Shachtman dezvoltase o critică marxistă a comunismului sovietic ca „ colectivism birocratic ”, o nouă formă de societate de clasă care era mai asupritoare decât orice formă de capitalism. Teoria lui Shachtman a fost similară cu cea a multor dizidenți și refugiați din comunism, cum ar fi teoria „clasei noi” propusă de disidentul iugoslav Milovan Đilas (Djilas).  ISL-ul lui Shachtman a atras tineri precum Irving Howe, Michael Harrington, Tom Kahn și Rachelle Horowitz  , YPSL a fost dizolvată, dar partidul a format un nou grup de tineret sub același nume. 

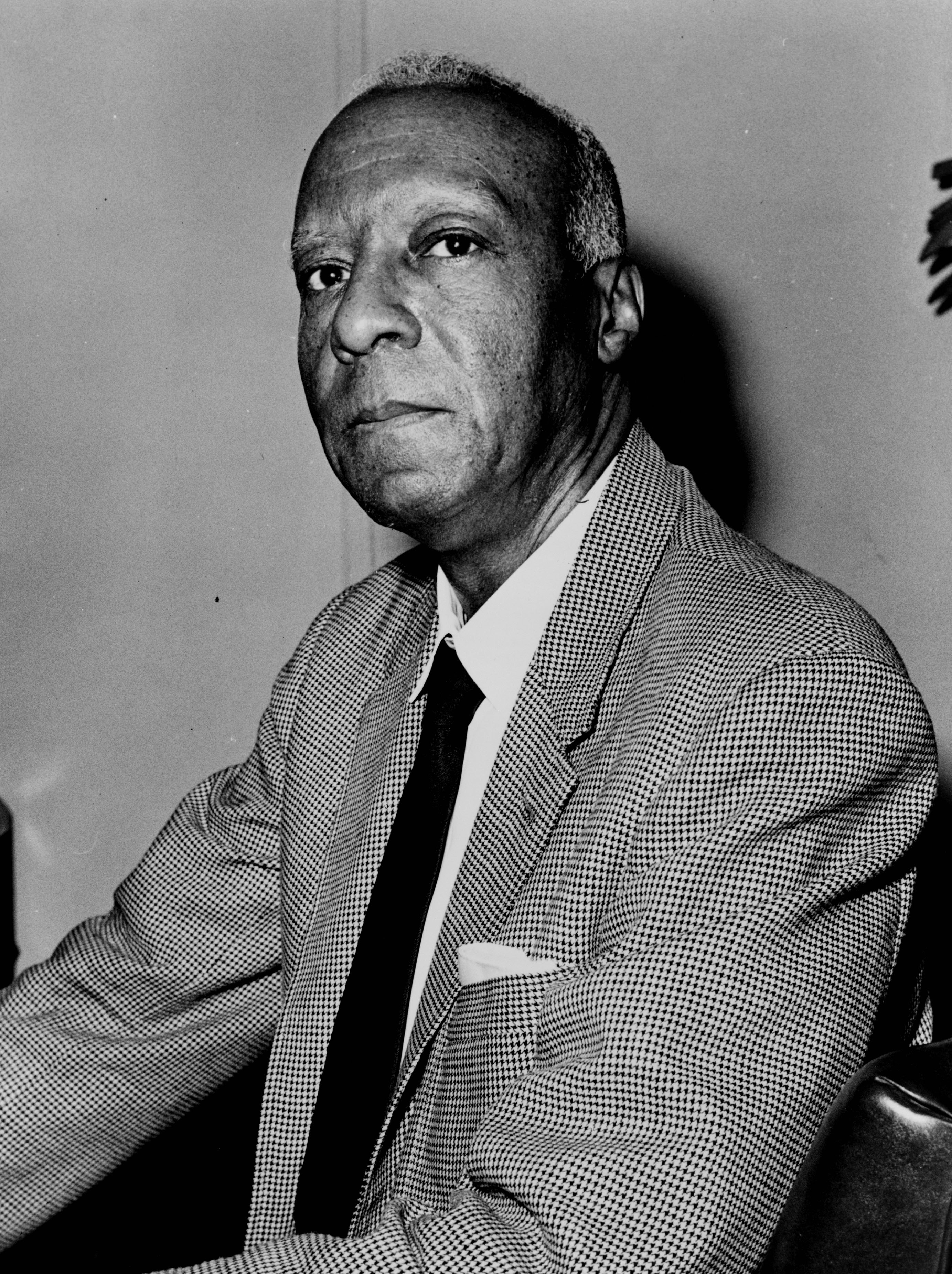
Socialistul A. Philip Randolph, care a condus marșul din 1963 de la Washington, la care Martin Luther King Jr. și-a susținut discursul „Am un vis”.

Kahn și Horowitz, împreună cu Norman Hill, l-au ajutat pe Bayard Rustin în Mișcarea Drepturilor Civile. Rustin a ajutat la răspândirea pacificismului și a nonviolenței între liderii mișcării drepturilor civile, precum Martin Luther King Jr.                                            
Cercul lui Rustin și A. Philip Randolph au organizat marșul din 1963 de la Washington, la care Martin Luther King și-a susținut discursul I Have a Dream.  
Michael Harrington a devenit în scurt timp cel mai vizibil socialist din Statele Unite, când The Other America a devenit cel mai bun vânzător, în urma unei îndelungate și laudative recenzii din New York a lui Dwight Macdonald .

Shachtman, Michael Harrington, Kahn și Rustin au susținut o strategie politică numită „realiniere”, care a prioritizat consolidarea sindicatelor și a altor organizații progresiste care erau deja active în Partidul Democrat. Contribuind la luptele cotidiene ale mișcării pentru drepturile civile și ale sindicatelor, au obținut fidelizarea și influențarea socialiștilor și au ajutat la împingerea politicienilor din Partidul Democrat spre poziții „ social-liberale ” sau social-democrate, cel puțin pe drepturile civile și pe Războiul împotriva sărăciei . 
Harrington, Kahn și Horowitz au fost ofițeri și angajați ai Ligii pentru Democrație Industrială (LID), care au ajutat la demararea organizației Studenții Noii Stângi pentru o Societate Democratică (SDS). Cei trei ofițeri lideri s-au confruntat cu activiștii mai puțin experimentați ai SDS, precum Tom Hayden, când <i>Declarația de la Port Huron</i> a acestuia din urmă a criticat opoziția socialistă și liberală față de comunism și promovarea studenților ca agenți ai schimbării sociale .  
LID și SDS s-au despărțit în 1965, când SDS a votat să înlăture din constituția sa „ clauza de excludere ” care interzicea apartenența comuniștilor: clauza de excludere SDS interzicea pe „susținătorii sau apologeții„ „totalitarismului”. Eliminarea clauzei a invitat efectiv „cadrele disciplinate” să încerce să „preia sau să paralizeze” SDS, așa cum s-a întâmplat cu organizațiilor de masă din anii treizeci. Ulterior, marxismul-leninismul, în special Partidul Progresist al Muncii, a ajutat la scrierea „sentinței de moarte” pentru SDS  , care, cu toate acestea, a avut peste 100 de mii de membri la apogeu.

### Anii ’70-’90: scindarea SDUSA-SPUSA, fondarea DSOC-DSA și a protestelor anti-OMC
În 1972, Partidul Socialist a votat pentru a se redenumi ca Social Democrați, SUA (SDUSA), cu un vot de 73 la  34 la Convenția sa din decembrie; președinții săi naționali au fost Bayard Rustin, un lider pentru pace și drepturile civile și Charles S. Zimmerman, un ofițer al Uniunii Femeilor Internaționale pentru Lucrări în Îmbrăcăminte (ILGWU).  
În 1973, Michael Harrington și-a dat demisia din SDUSA și a fondat Comitetul de Organizare Socialist Democrat (DSOC), care a atras mulți adepți din fostul Partid Socialist. În același an, David McReynolds și alții din aripa pacifistă și de retragere imediată a fostului partid socialist au format Partidul Socialist SUA . 
Când SPA a devenit SDUSA, majoritatea a avut 22 din 33 de voturi în cadrul Comitetului Național al SDUSA (ianuarie 1973). Două facțiuni minoritare ale SDUSA au devenit asociate cu alte două organizații socialiste, fiecare dintre acestea fiind fondată ulterior, în 1973. Mulți membri ai facțiunii lui Michael Harrington („coaliția”), cu 8 din 33 de locuri în comitetul național SDUSA din 1973, s-au alăturat DSOC-ului lui Harrington. Mulți membri ai grupului Debs, cu 2 din 33 de locuri în comitetul național al SDUSA din 1973. s-au alăturat Partidului Socialist al Statelor Unite (SPUSA). 
În perioada 1979–1989, membrii SDUSA, precum Tom Kahn, au organizat strângerea de fonduri a AFL-CIO în valoare de 300.000 de dolari, cu care au cumpărat prese de imprimare și alte materiale solicitate de Solidarnosc (Solidaritatea), sindicatul independent al muncii din Polonia  . Membrii SDUSA au ajutat la formarea unei coaliții bipartide (a partidelor democrat și republican) pentru a sprijini înființarea Dotării Naționale pentru Democrație (NED), al cărei prim președinte a fost Carl Gershman. NED a alocat public 4 USD milioane de ajutor public pentru solidaritate până în 1989 . 
În anii 90, anarhiștii au încercat să se organizeze în toată America de Nord în jurul <i>Iubirii și Furiei</i>, ceea ce a atras câteva sute de activiști. În 1997, organizațiile anarhiste au început să prolifereze. O mișcare anarhistă de succes a fost <i>Food not Bombs</i>, care a distribuit prânzuri vegetariene gratuite. Anarhiștii au avut o acoperire mass-media semnificativă în perturbarea conferinței Organizației Mondiale a Comerțului din 1999, numită <i>Bătălia de la Seattle</i>, unde a fost organizată rețeaua de acțiune directă. Majoritatea organizațiilor au avut o durată scurtă de timp și anarhismul a intrat în declin în urma unei reacții a autorităților, care a crescut după atacurile din 11 septembrie 2001. 

### Anii 2000 până în prezent: campanii Occupy, Bernie Sanders și victorii electorale ale DSA
La alegerile prezidențiale din 2000, Ralph Nader și Winona LaDuke au primit 2.882.000 de voturi sau 2,74% din voturile populare în cadrul Partidului Verde  . 
Realizatorul Michael Moore a regizat o serie de filme populare care analizează Statele Unite și politica guvernamentală americană  dintr-o perspectivă de stânga, inclusiv Bowling for Columbine, Sicko, Capitalism: A Love Story și Fahrenheit 9/11, care a fost filmul documentar de top din toate timpurile. 
În 2011, Occupy Wall Street solicitând responsabilitatea statului pentru criza financiară din 2007-2008 și împotriva inegalității a început în Manhattan, New York și s-a extins în curând și în alte orașe din țară, devenind cunoscută mai pe larg sub numele de Occupy Movement. 
Kshama Sawant a fost ales în Consiliul Local al orașului Seattle drept candidat socialist în 2013. Ea a fost realeasă în 2015  . 
Bernie Sanders, un socialist democrat autodeclarat, dar independent, câștigat primele sale alegeri în funcția de primar al Burlington, Vermont în 1981 și a fost reales pentru trei mandate suplimentare. A reprezentat apoi Vermont în Camera Reprezentanților SUA din 1991 până în 2007, iar ulterior a fost ales senator american pentru Vermont în 2007, funcție pe care o mai deține.   El a pierdut nominalizarea prezidențială a Partidului Democrat din 2016 la Hillary Clinton, dar a câștigat al cincilea număr maxim de voturi primare ale oricărui candidat într-o cursă de nominalizare, democratică sau republicană. 
Membrii socialiștilor democrați din America, Alexandria Ocasio-Cortez, numită uneori AOC, au învins-o pe Joe Crowley în funcția de zece mandate în primarele Casei SUA din NY-14 și au continuat să câștige alegerile generale. Este cea mai tânără femeie aleasă vreodată în Congres și a candidat pe o platformă socialist democrată. 
În linii mari, stânga modernă americană este caracterizată de organizații precum Socialiștii Democrați din America, cea mai mare organizație socialistă din SUA, cu peste 70.000 de membri. DSA a înregistrat o reînviere uriașă odată cu alegerea lui Donald Trump și continuă să crească, în ciuda faptului că a avut aproximativ 5.000 de membri în urmă cu doar un deceniu.  
DSA nu este un partid politic, spre deosebire de alte părți ale stângii moderne, cum ar fi Partidul Socialist pentru Egalitate, dar candidații afiliați la DSA candidează de obicei în cadrul Partidului Democrat sau independent.  
Cea mai răspândită publicație socialistă din SUA, Jacobin, alături de alte publicații de stânga precum Dissent și Monthly Review, au devenit tot mai populare odată cu reapariția socialismului democratic post-Sanders și AOC. 

## Explicații pentru slăbiciune
Cercetătorii academici au studiat mult timp motivele pentru care nu au apărut partide socialiste viabile în Statele Unite. Unii scriitori atribuie acest lucru eșecurilor organizării și conducerii socialiste, alții incompatibilității socialismului cu valorilor americane, iar alții limitărilor impuse de Constituția americană. Lenin și Troțki erau îngrijorați în mod special pentru că se contestau convingerile marxiste de bază, că cea mai avansată țară industrială va oferi un model pentru viitorul națiunilor mai puțin dezvoltate. Dacă socialismul ar reprezenta viitorul, atunci ar trebui să fie cel mai puternic în Statele Unite. 
Deși filialele Partidului Oamenilor Muncii au fost fondate în anii 1820 și 1830 în Statele Unite, acestea au pledat pentru egalitatea de șanse, educația universală și condițiile de muncă îmbunătățite, nu pentru socialism, proprietate colectivă sau egalitatea veniturilor și au dispărut după ce obiectivele lor au fost adoptate. de democrația Jacksoniană. Gompers, liderul AFL a considerat că lucrătorii trebuie să se bazeze pe ei înșiși, deoarece orice drepturi oferite de guvern ar putea fi revocate. Tulburările economice din anii 1890 au fost reprezentate de populism. Deși folosea retorica anticapitalistă, ea reprezenta părerile micilor fermieri care doreau să-și protejeze propriile proprietăți private, nu un apel pentru colectivism, socialism sau comunism. Progresiștii de la începutul secolului XX au criticat modul în care capitalismul s-a dezvoltat, dar au fost în esență clasa de mijloc reformistă. Cu toate acestea, atât populismul, cât și progresismul i-au condus pe unii oameni la o politică de stânga. Mulți scriitori populari din perioada progresistă erau de fapt de stânga. Dar chiar și Noua Stângaă s-a bazat pe tradițiile democratice radicale, mai degrabă decât pe ideologia de stânga. 

## De Leonism
De Leonism, cunoscut ocazional ca marxism - De Leonism, este o variantă ideologică marxistă libertariană dezvoltată de activistul american Daniel De Leon . 

### Partidul Socialist al Muncii
Fondat în 1876, Partidul Socialist al Muncii (SLP) a fost un partid reformist, dar a adoptat teoriile lui Karl Marx și Daniel De Leon în 1900, ceea ce a dus la dezamorsarea reformatorilor la noul Partid Socialist din America (SPA). A contestat alegerile, inclusiv toate alegerile pentru președintele Statelor Unite din 1892 până în 1976. Unii dintre membrii săi proeminenți i-au inclus pe Jack London și pe James Connolly. Până în 2009 și-a pierdut sediul și a încetat să mai publice ziarul „The People” . 
În 1970, un grup de dizidenți au părăsit SLP pentru a forma Reconstrucția Socialistă. Reconstrucția socialistă a expulzat apoi unii dintre disidenții săi, care au format Grupul Socialist Forum. 

## Marxism-leninism
Marxismul - leninismul a fost susținut și practicat de comuniștii americani de mai multe feluri, inclusiv pro-sovietici, trotskiști, maoiști sau independenți. 

### Partidul American al Muncii
Partidul American al Muncii a fost fondat în 2008 și aderă la Hoxhaism. Își are originea în activitățile comunistului american Jack Shulman, fost secretar al liderului Partidului Comunist din SUA, William Z. Foster  și de marxist-leninistul britanic Bill Bland.   
Membrii Partidului American al Muncii au fost anterior activi în Alianța Marxist-Leninistă și Lupta Internațională Marxist-Leninistă, două organizații fondate de Shulman și Bland. În ziua de azi, APL se consideră în favoarea și continuarea activității lui Shulman și Bland. Deși nu este un membru formal al Conferinței internaționale a partidelor și organizațiilor marxiste-leniniste (Unity &amp; Struggle), APL este în general susținător de linia sa și menține relații prietenoase cu o serie de partide comuniste străine, inclusiv Partidul Comunist Chilian (Acțiunea proletară), Partidul Muncii Turc (EMEP), Partidul Muncii din Iran și Partidul Comunist din Marea Britanie (marxist-leninist). . 
A fost implicat într-o serie de evenimente, cum ar fi un protest din 2013 împotriva Zorii de Aur  de la Chicago,  un miting din 2014 cu privire la Ucraina  și un protest împotriva lui Donald Trump la Convenția Națională Republicană din 2016 . Un program semnificativ al Partidului American al Muncii este „Red Aid: Service to the People”, care presupune furnizarea de alimente, îmbrăcăminte și asistență săracilor și persoanelor fără adăpost din comunitățile sărace. A fost înființat în mai multe orașe americane  . 
Organul său actual, The Red Phoenix, are articole despre problemele politice contemporane și întrebări teoretice și istorice. 

### Partidul Comunist din SUA
Înființat în 1919, Partidul Comunist din SUA (CP) a declarat 100.000 membri în 1939 din care au rămas 50.000 până în anii 1950. Cu toate acestea, invazia din 1956 a Ungariei, McCarthyismul și investigațiile făcute de House Unamerican Activity Committee (HUAC) au contribuit la declinul constant, în ciuda unei creșteri scurte a numărului de membri pe la mijlocul anilor 1960. Calitatea de membru estimată în 1996 a fost cuprinsă între 4.000 și 5.000. Din anii ’40, FBI a încercat să perturbe PC-ul, inclusiv prin Programul său de contrainformații (COINTELPRO). 
Mai multe organizații de front comuniste fondate în anii ’50 au continuat să funcționeze cel puțin până în anii ’90, în special Veteranii Brigăzii Abraham Lincoln, Comitetul American pentru Protecția Străinilor, Asociația Cercetării Muncii, Consiliul Național de Prietenie Americano-Sovietică, și Consiliul SUA pentru Pace. Alte grupuri cu legături mai puțin directe cu PC-ul includ Ghilda Națională a Avocaților, Comitetul Național pentru Libertăți Civile Urgente și Centrul pentru Drepturile Constituționale. Mulți membri de frunte ai Noii Stângi ai organizației comuniste din 19 mai au fost membri ai Guildei Naționale a Avocaților . Cu toate acestea, încercările PC de a influența Noua Stânga nu au reușit în mare parte. PC-ul a atras atenția mass-media în anii '70, odată cu activitatea celui mai important membru al al PC , Angela Davis. 
CP publică Lumea Poporului și Afaceri Politice . Începând din 1988, PC a încetat să mai prezinte candidați pentru funcția de președinte al Statelor Unite . După căderea Uniunii Sovietice în 1991, s-a constatat că Uniunea Sovietică a acordat finanțare PC în toată istoria sa. PC a sprijinit întotdeauna pozițiile Uniunii Sovietice. 
Datorită continuării unei ideologii a democrației sociale care a început după moartea președintelui  CPUSA Gus Hall, grupuri disidente au început să se formeze în toată țara care s-au opus politicilor pro-capitaliste sporite ale Comitetului Național CPUSA. Între membri a existat o teamă că PC-ul era pe cale de a fi lichidat ca partid politic. Au existat mai multe semne care spun că acest lucru urma să se întâmple. Noul președinte național al PC, Sam Webb a început să exploreze modalități de finanțare a partidului care a suferit o mare pierdere de asistență financiară atunci când Mihail Gorbaciov a preluat conducerea PC al Uniunii Sovietice. Partidul a început să investească în proprietăți imobiliare în întreaga țară și a folosit fonduri ale partidului pentru reamenajarea sediului său din New York. PC a închiriat mai multe etaje ale sediilor lor unor companii locale, cum ar fi Wix, o companie de proiectare a site-urilor web. De asemenea, au închiriat primul etaj unei companii de aprovizionare de artă, închizând librăria International Publishers, compania de editare CP. În prezent, nu există librării CP în toată țara. Atunci, CP a luat decizia de a nu-și tipări ziarul săptămânal, World Weekly World . Lucrarea este disponibilă doar online. Jurnalul teoretic online al partidului, " Foreign Affairs", a fost, de asemenea, întrerupt. În prezent CP nu are un departament de organizare. Cărțile cu drepturi au fost continuate. Nu s-a făcut nicio încercare de a stabili legături cu Federația Mondială a Sindicatelor (WFTU), care este cea mai mare federație sindicală socialist-comunistă din lume. 
Organizația Socialistă Freedom Road (FRSO) a fost fondată în 1985 prin fuziunea organizațiilor maoiste și marxiste-leniniste active, aproape de sfârșitul Noii Mișcări Comuniste. FRSO a rezultat dintr-o fuziune inițială a Ligii Unității Proletare și a Cartierului General al Muncitorilor Revoluționari. Câțiva ani mai târziu, Organizația pentru Unitatea Revoluționară și Colectivul Amilcar Cabral / Paul Robeson s-au contopit în FRSO. 
În 1999, FRSO s-a împărțit în două organizații, ambele păstrând numele FRSO până în zilele noastre. Divizarea a vizat în primul rând aderarea organizației la marxism - leninism, o parte a FRSO susținând marxismul - leninismul, cealaltă parte preferând să urmărească o strategie de regrupare și reconstruire a stângii în Statele Unite. Aceste organizații sunt identificate frecvent prin publicațiile lor, care sunt Fight Back! News și Freedom Road, și site-urile lor web (frso.org) și, respectiv, (freedomroad.org). 
În 2010, membrii FRSO (frso.org) și alți activiști ai solidarității anti-război și internaționali au fost atacați de FBI. Documente secrete ale FBI au relevat faptul că agenții intenționau să interogheze activiști despre implicarea lor în FRSO (frso.org) și despre activitatea lor de solidaritate internațională legată de Columbia și Palestina. FRSO (frso.org) lucrează în cadrul Comitetului pentru stoparea represiunii FBI. 
Ambele grupuri FRSO continuă să mențină dreptul la autodeterminare națională al afro-americanilori și al <i>chicanos</i>. FRSO (frso.org) funcționează în mișcarea muncitorească, în mișcarea studenților și în mișcările naționalităților oprimate. 
Partidul pentru Socialism și Eliberare a fost format în 2004 ca urmare a unei scindări în Partidul Lumii Muncitorilor. Filialele din San Francisco, Los Angeles și Washington, DC au plecat aproape în întregime, iar petrecerea a crescut semnificativ de atunci.     Noul partid a preluat controlul asupra organizației din partea Partidului Muncitorilor din cadrul Partidului Mondial Act Now to Stop War and End Racism (RĂSPUNS) la momentul despărțirii. 
În urma deversării petrolului Deepwater Horizon din 2010 în Golful Mexic, ANSWER a organizat campania „Seize British Petroleum (BP)”, care a organizat demonstrații prin care a solicitat guvernului federal american să sechestreze bunurile companiei British Petroleum pentru a plăti daunele. 
Partidul Progresist al Muncii (PL) a fost format ca Mișcarea Laboristă Progresistă în 1962 de un grup de foști membri ai Partidului Comunist SUA, cei mai mulți dintre ei renunțând sau fiind expulzați pentru sprijinirea Chinei în conflictul sino-sovietic. Pentru ei, Uniunea Sovietică era imperialistă. Aceștia au concurat cu PC și SWP pentru influența în mișcarea anti-război și Studenții pentru o societate democratică (SDS), formând Mișcarea din 2 mai ca organizație a frontului anti-război. Publicațiile sale majore sunt Progressive Labour și Marxist-Leninist Quarterly. Ulterior, au abandonat maoismul, refuzând să urmeze linia oricărei țări străine și au format în 1973 grupul frontal, Comitetul internațional împotriva rasismului (InCAR). O mare parte din activitatea lor a inclus confruntări violente împotriva grupurilor de extremă dreaptă, precum naziști și Ku-Klux-Klan. Deși numărul lor era în 1978 de aproximativ 1.500, până în 1996 acesta a scăzut sub 500. 

## Anarhism
Anarhismul din Statele Unite a apărut pentru prima dată din socialismul individualist, liber-gânditor și utopic, așa cum este caracterizat de gânditori precum Josiah Warren și Henry David Thoreau. El a fost umbrit de mișcările de masă, cosmopolite și de cele ale clasei muncitoare între anii 1880 și 1940, ai căror membri erau în mare parte imigranți recenți, inclusiv cei de origine germană, italiană, evreiască, mexicană și rusă. Printre figurile proeminente din această perioadă se numără Albert Parsons și Lucy Parsons, Emma Goldman, Carlo Tresca și Ricardo Flores Magón.  
Mișcarea anarhistă a obținut notorietate deatorită ciocnirilor violente cu poliția, asasinatelor și propagandei senzaționalei a Spaimei Roșii <a href="https://en.wikipedia.org/wiki/First_Red_Scare" rel="mw:ExtLink" title="First Red Scare" class="cx-link" data-linkid="722">(Red Scar)</a>, dar cea mai mare parte a activității anarhiste s-a desfășurat pe tărâmul agitației mai ales în rândul muncitorilor imigranți. 

## Comunele și alte comunități intenționale
Multe comune și comunități egalitare au existat în Statele Unite ca o subcategorie a mișcării comunitare cu intenție mai largă, unele dintre ele fiind bazate pe idealuri socialiste utopice. 

## Figuri notabile
1. Dan Hamburg – Board of Supervisors, District 5, Mendocino County
2. Bruce Delgado – Mayor, Marina (Monterey County)
3. Larry Bragman – Town Council, Fairfax (Marin County)
4. Renée Goddard – Town Council, Fairfax (Marin County)
5. John Reed (politician)|John Reed – Town Council, Fairfax (Marin County)
6. Gayle Mclaughlin – City Council, Richmond (Contra Costa)
7. Deborah Heathersone – Town Council, Point Arena (Mendocino County)
8. Paul Pitino – Town Council, Arcata (Humboldt County)
9. John Keener (politician)|John Keener – City Council, Pacifica (San Mateo County)
10. Vahe Peroomian – Board of Trustees, Glendale Community College District, Glendale (Los Angeles County)
11. Amy Martenson – Board of Trustees, District 2, Napa Valley College, Napa (Napa County)
12. April Clary – Board of Trustees, Student Representative, Napa Valley College, Napa (Napa County)
13. Heather Bass – Board of Directors, Gilroy Unified School District, Gilroy, Santa Clara County
14. Dave Clark – Board of Directors, Cardiff School District (San Diego County)
15. Phyllis Greenleaf – Board of Trustees, Live Oak Elementary School District (Santa Cruz County)
16. Adriana Griffin – Red Bluff Union School District, Red Bluff (Tehama County)
17. Jim C. Keller – Board of Trustees, Bonny Doon Union Elementary School District, Santa Cruz County
18. Brigitte Kubacki – Governing Boardmember, Green Point School, Blue Lake (Humboldt County)
19. Jose Lara – Vice President and Governing Board Member, El Rancho Unified School District, Pico Rivera (Los Angeles)
20. Kimberly Ann Peterson – Board of Trustees, Geyserville Unified School District (Sonoma County)
21. Karen Pickett (politician)|Karen Pickett – Board Member, Canyon Canyon Elementary School District (Contra Costa County)
22. Kathy Rallings – Board of Trustees, Carlsbad Unified School District, Carlsbad, San Diego County
23. Sean Reagan – Governing Boardmember, Norwalk-La Mirada Unified School District, Norwalk (Los Angeles County)
24. Curtis Robinson – Board of Trustees, Area 6, Marin County Board of Education (Marin County)
25. Christopher Sabec (politician)|Christopher Sabec – Governing Boardmember, Lagunitas School District (Marin County)
26. Katherine Salinas – Governing Boardmember, Arcata School District, Arcata (Humboldt County)
27. Jeffrey Dean Schwartz – Governing Boardmember, Arcata School District, Arcata (Humboldt County)
28. Alex Shantz – Board of Trustees, St. Helena Unified School District, Napa County
29. Dana Silvernale – Governing Boardmember, North Humboldt Union High School (Humboldt County)
30. Jim Smith (politician)|Jim Smith – President, Canyon School Board, Canyon Township (Contra Costa County)
31. Logan Blair Smith – Little Shasta Elementary School District, Montague (Shasta County)
32. Rama Zarcufsky – Governing Boardmember, Maple Creek School District (Humboldt County)
33. John Selawsky – Rent Stabilization Board, Berkeley (Alameda County)
34. Jesse Townley – Rent Stabilization Board, Berkeley (Alameda County)
35. Jeff Davis (politician)|Jeff Davis – Board of Directors, Alameda-Contra Costa Transit District (Alameda and Contra Costa Counties)
36. Karen Anderson (politician)|Karen Anderson – Board of Directors, Coastside Fire Protection District (San Mateo County)
37. Robert L. Campbell – Scotts Valley Fire District (Santa Cruz County)
38. William Lemos – Fire Protection District, Mendocino (Mendocino County)
39. Russell Pace – Board of Directors, Willow Creek Fire District (Humboldt County)
40. John Abraham Powell – Board of Directors, Montecito Fire District, Montecito (Santa Barbara County)
41. Larry Bragman – Board of Directors, Division 3, Marin Municipal Water District Board (Marin County)
42. James Harvey (politician)|James Harvey – Board of Directors, Montara Water and Sanitary District (San Mateo County)
43. Randy Marx – Board of Directors, Fair Oaks Water District, Division 4 (Sacramento County)
44. Jan Shriner – Board of Directors, Marina Coast Water District (Monterey County)
45. Kaitlin Sopoci-Belknap – Board of Directors, Humboldt Bay Municipal Water District, Division 1 (Humboldt County)
46. James Barone – Boardmember, Rollingwood-Wilart Recreation and Parks District (Contra Costa County)
47. William Hayes (California politician)|William Hayes – Board of Directors, Mendocino Coast Park and Recreation District (Mendocino County)
48. Illijana Asara – Board of Directors, Community Service District, Big Lagoon (Humboldt County)
49. Gerald Epperson – Board of Directors, Crocket Community Services District, Contra Costa County
50. Joseph Gauder – Boardmember, Covelo Community Services District, Covelo (Mendocino County)
51. Crispin Littlehales – Boardmember, Covelo Community Services District, Covelo (Mendocino County)
52. George A. Wheeler – Board of Directors, Community Service District, McKinleyville (Humboldt County)
53. Mathew Clark – Board of Directors, Granada Sanitary District (San Mateo County)
54. Nanette Corley – Director, Resort Improvement District, Whitehorn (Humboldt County)
55. Sylvia Aroth – Outreach Officer, Venice Neighborhood Council, Los Angeles (Los Angeles County)
56. Robin Doyno – At-Large Community Officer, Mar Vista Neighborhood Council, Los Angeles (Los Angeles County)
57. Janine Jordan – District 4 Business Representative, Mid-Town North Hollywood Neighborhood Council, Los Angeles (Los Angeles County)
58. Jack Lindblad – At Large Community Stakeholder, North Hollywood Northeast Neighborhood Council, Los Angeles (Los Angeles County)
59. Johanna A. Sanchez – Secretary, Historic Highland Park Neighborhood Council, Los Angeles (Los Angeles County)
60. Johanna A. Sanchez – At-Large Director, Historic Highland Park Neighborhood Council, Los Angeles (Los Angeles County)
61. Marisol Sanchez (politician)|Marisol Sanchez – Area 1 Seat, Boyle Heights Neighborhood Council, Los Angeles (Los Angeles County)
62. William Bretz – Crest/Dehesa/Harrison Canyon/Granite Hill Planning Group (San Diego County)
63. Claudia White – Member, Descanso Community Planning Group (San Diego County)
64. Annette Keenberg – Town Council, Lake Los Angeles (Los Angeles County)
65. Rama Zarcufsky – Governing Boardmember, Maple Creek School District (Humboldt County)